# Ji Jin-hee
Đây là một tên người Triều Tiên, họ là Ji.
Ji Jin-hee (sinh ngày 24 tháng 6 năm 1971 ) là một nam diễn viên người Hàn Quốc. Anh được biết đến nhiều nhất với các vai trong các bộ phim truyền hình Nàng Dae Jang-geum (2003), Dong Yi (2010), Người tình của tôi (2015), Designated Survivor: 60 Days (2019).

## Sự Nghiệp
Ji Jin-hee tốt nghiệp trường đại học Myongji chuyên ngành nghệ thuật thị giác (Visual Arts). Khi anh đang là nhiếp ảnh gia tại một công ty quảng cáo thì một tuyển trạch của công ty quản lý nghệ sĩ Sidus tiếp cận anh mời anh theo đuổi sự nghiệp giải trí. Tuy nhiên, do bằng lòng với công việc hiện tại và nghi ngờ tài năng diễn xuất của mình, Ji đã từ chối lời đề nghị. Nhưng một năm sau đó, anh đã đồng ý khi công ty của anh bị ảnh hưởng bởi cuộc khủng hoảng tài chính IMF và anh bị cho nghỉ việc.
Anh chính thức bắt đầu sự nghiệp diễn xuất vào năm 2000 với bộ phim truyền hình Female Secretary. Các năm sau đó, anh tiếp tục sự nghiệp truyền hình của mình với phim Juliet's Man (2000), Four Sisters (2001) và một bộ phim hợp tác Hàn - Nhật Bản Afternoon After the Passing Rain (2002) đóng cùng diễn viên Ryoko Yonekura.
Ji Jin-hee lần đầu tiên đóng phim điện ảnh vào năm 2002, đóng vai một thám tử trong bộ phim kinh dị H.  Tiếp đến là If You Were Me, một omnibus có chủ đề nhân quyền. Anh đóng vai chính trong phim ngắn Face Value của Park Kwang-su.
Anh đã nhận được nhiều đánh giá tích cực cho vai diễn một bác sĩ phẫu thuật vướng vào mối tình tay ba trong phim tình cảm lãng mạn Love Letter. Đột phá trong sự nghiệp của Ji đến vào cuối năm 2003 với bộ phim truyền hình cổ trang Nàng Dae Jang Geum. Trong vai một quan triều Joseon, đem lòng yêu một nữ đầu bếp sau trở thành bác sĩ hoàng gia (do Lee Young-ae thủ vai), nhân vật lịch lãm và chính trực của Ji đã thu hút các fan nữ trên khắp châu Á, vì bộ phim Nàng Dae Jang Geum không chỉ nhận được lượng người xem cao trong nước (đạt mức cao nhất là 57,8%), mà còn trở nên phổ biến ở nước ngoài và trở thành một trong những phim truyền hình tạo ra làn sóng Hàn Quốc.
Ji Jin-hee sau đó tham gia vào các vai diễn trong một loạt bộ phim ở nước ngoài, bộ phim ca nhạc Trung Quốc Cõ lẽ là tình yêu và bộ phim truyền hình Đài Loan Cô dâu thứ 100, cả hai đều vào năm 2005. Tiếp theo, anh ấy đóng vai một người mất trí nhớ trong phim Spring Day, phiên bản làm lại của Hàn Quốc từ bộ phim truyền hình Nhật Bản Hoshi no Kinka ("Heaven's Coins").
Xoá bỏ hình tượng diễn viên lịch lãm trong phim Nàng Dae Jang Guem, anh vào vai một thanh niên ăn chơi trong bộ phim Cô Kim muốn làm triệu phú (2004) đóng cùng Kim Hyun-joo, vai diễn đã giúp anh nhận được giải thưởng diễn xuất đầu tiên của mình. Và trong bộ phim hài đen Bewitching Attraction (2006), anh được chọn vào vai một họa sĩ hoạt hình có quá khứ với một giáo sư lăng nhăng.
Năm 2007, anh đảm nhận vai chính trong The Old Garden, bộ phim được chuyển thể từ tiểu thuyết của Hwang Sok-yong, kể về một cặp đôi gặp nhau trong những năm 1980 đầy biến động với phong trào dân chủ Gwangju; anh đóng vai một nhà hoạt động chống chính phủ được ra tù sau khi thụ án 17 năm vì các hoạt động chính trị của mình. Tiếp sau đó là phim hành động đầu tiên của Ji, Yoichi Sai's Soo, trong đó anh đóng hai vai, là một trả thù cho cái chết của người anh em song sinh của mình.
i trở lại truyền hình vào năm 2008, với vai một phóng viên tin tức kỳ cựu trong phim Spotlight. Năm 2009, anh đóng vai một kiến trúc sư độc thân 40 tuổi kén chọn trong phim He Who Can't Marry, phiên bản làm lại của Hàn Quốc từ bộ phim truyền hình Nhật Bản Kekkon Dekinai Otoko (Tạm dịch: "Người đàn ông không thể lấy vợ"). Tiếp theo, anh xuất hiện trong phim thể loại hợp tác Hàn-Nhật Thiên đường, được chiếu rạp và được phát sóng trên đài SBS và TV Asahi.
Anh cũng xuất bản cuốn sách ảnh Ji Jin-hee ở Ý: A Walk in the Clouds, trong đó có các bức ảnh và bài luận về chuyến du lịch của anh ấy tới ba thành phố của Ý: Rome, Florence và Milan, và các gợi ý và lời khuyên của Ji về rượu vang.
Năm 2010, Ji nhận vai chính trong phim Parallel Life, vào vai một chánh toà án trẻ nhất Hàn Quốc, người sau khi vợ bị sát hại phát hiện ra cuộc đời của anh giống hệt cuộc đời của một người đã chết 30 năm trước. Tiếp theo, anh vào vai một nhà phê bình âm nhạc kiêm một người dẫn chương trình radio, tìm kiếm người bạn đời bị mất tích của mình trong bộ phim hài Chuyến đi tìm vợ tôi (tên khác là Runaway from Home).
Sau đó, Ji tái hợp với đạo diễn Lee Byung-hoon của phim Nàng Dae Jang Geum trong một bộ phim truyền hình cổ trang khác là Dong Yi. Trong vai Triều Tiên Túc Tông, người đem lòng yêu một cung nữ lấy nguyên mẫu của Thục Tần Thôi Thị (do Han Hyo-joo thủ vai) và đưa cô lên làm hoàng quý phi. Ji nói rằng anh muốn thể hiện nhân vật là một vị vua có "những điểm yếu thể hiện qua vẻ ngoài lôi cuốn của mình. Thay vì là một vị vua uy nghiêm, ông là một nhân vật hướng ngoại và thích phiêu lưu." 
Ji tiếp tục một số đóng vai chính trên các phim truyền hình: một phi công hàng không trong phim Nữ phi công xinh đẹp (2012), tướng quân và người sáng lập triều đại Joseon Yi Seong-gye trong phim The Great Seer (2012), một người chồng ngoại tình trong phim One Warm Word (2013), và một bác sĩ phản diện trong phim Blood (2015). Anh cũng đã viết bản thảo ban đầu của kịch bản phim hài kinh dị Ghost Sweepers (2012).
Từ năm 2014 đến 2015, Ji đã đóng ba bộ phim Trung Quốc, đó là: Trên con đường với Huỳnh Thánh Y, phim kể về một người đàn ông Hàn Quốc vừa ly hôn gặp một phụ nữ Trung Quốc trên tàu khi đi du lịch ở Trung Quốc; Bad Sister đóng với Trần Ý Hàm, một bộ phim hài lãng mạn trong đó một người cha muốn ngăn cản đám cưới của con gái mình; và Helios, một bộ phim kinh dị tội phạm về kể về một nhóm khủng bố trộm vũ kỹ hạt nhân.

## Danh mục phim

### Phim điện ảnh
| Năm  | Tên phim                              | Vai diễn                       | Ghi chú             |
| ---- | ------------------------------------- | ------------------------------ | ------------------- |
| 2002 | H                                     | Detective Kang Tae-hyun        |                     |
| 2003 | If You Were Me                        | Driver                         | phầnt: "Face Value" |
| 2005 | Perhaps Love                          | Monty                          | Phim Trung Quốc     |
| 2006 | Bewitching Attraction                 | Park Seok-gyu                  |                     |
| 2007 | The Old Garden                        | Oh Hyun-woo                    |                     |
| 2007 | Soo                                   | Jang Tae-soo                   |                     |
| 2007 | Meet Mr. Daddy                        | Ha Sun-young's husband (cameo) |                     |
| 2009 | Paradise                              | Il-ho                          | telecinema          |
| 2010 | Parallel Life                         | Kim Seok-hyun                  |                     |
| 2010 | Looking for My Wife                   | Ji Sung-hee                    |                     |
| 2011 | Thomas & Friends: Misty Island Rescue | The Narrator (Korean dubbed)   | phim hoạt hình      |
| 2012 | Love Fiction                          | Joo-ro                         |                     |
| 2012 | Ghost Sweepers                        | —                              |                     |
| 2014 | On the Way                            | Park Jun-ho                    | Phim Trung Quốc     |
| 2014 | Bad Sister                            |                                | Phim Trung Quốc     |
| 2015 | Helios                                | Choi Min-ho                    | Phim Hong Kong      |
| 2015 | Summer Snow                           | Myung-hwan                     |                     |

### Phim truyền hình
| Năm  | Tên                                           | Vai diễn                      | Kênh        | Ghi chú                   |
| ---- | --------------------------------------------- | ----------------------------- | ----------- | ------------------------- |
| 2000 | Female Secretary                              |                               | KBS2        |                           |
| 2000 | MBC Best Theater "Beautiful Man"              |                               | MBC         |                           |
| 2000 | Juliet's Man                                  | Choi Seung-woo                | SBS         |                           |
| 2001 | MBC Best Theater "Seongju Puri"               |                               | MBC         |                           |
| 2001 | Four Sisters                                  | Han Tae-suk                   | MBC         |                           |
| 2002 | Afternoon After the Passing Rain              | Hong Dae-jin                  | MBC/Fuji TV | Nhật-Hàn hợp tác sản xuất |
| 2003 | Love Letter                                   | Jung Woo-jin                  | MBC         |                           |
| 2003 | MBC Best Theater "Our Writing Class"          |                               | MBC         |                           |
| 2003 | MBC Best Theater "Farewell Waltz"             |                               | MBC         |                           |
| 2003 | Dae Jang Geum                                 | Min Jeong-ho                  | MBC         |                           |
| 2003 | Hanppyeom Drama "What's in Her Refrigerator?" |                               | MBC         |                           |
| 2004 | Cố Kim muốn làm triệu phú                     | Park Moo-yeol                 | SBS         |                           |
| 2004 | MBC Best Theater "Big Brother Is Back"        |                               | MBC         |                           |
| 2005 | Spring Days                                   | Go Eun-ho                     | SBS         |                           |
| 2005 | Hanppyeom Drama "Rosy Life"                   | Cafe owner                    | MBC         |                           |
| 2005 | Cô dâu thứ 100                                | Han Wei                       |             | Phim truyền hình Đài Loan |
| 2008 | Spotlight                                     | Oh Tae-suk                    | MBC         |                           |
| 2008 | Star's Lover                                  | Ma-ri's actor ex-boyfriend    | SBS         | cameo, tập 8              |
| 2009 | He Who Can't Marry                            | Jo Jae-hee                    | KBS2        |                           |
| 2010 | Dong Yi                                       | King Sukjong                  | MBC         |                           |
| 2012 | Take Care of Us, Captain                      | Kim Yoon-sung                 | SBS         |                           |
| 2012 | My Husband Got a Family                       | Pastor                        | KBS2        | cameo, tập 19             |
| 2012 | The Great Seer                                | Yi Seong-gye                  | SBS         |                           |
| 2013 | Dating Agency: Cyrano                         | Seon Jung-nam                 | tvN         | cameo, tập 1              |
| 2013 | One Warm Word                                 | Yoo Jae-hak                   | SBS         |                           |
| 2015 | Blood                                         | Lee Jae-wook                  | KBS2        |                           |
| 2015 | Late Night Restaurant                         | Young-shik                    | SBS         | cameo, tập 4-5            |
| 2015 | Người tình của tôi                            | Choi Jin-eon                  | SBS         |                           |
| 2015 | Snow Lotus Flower (Lucid Dream)               | Lee Soo Hyun                  | SBS         |                           |
| 2016 | Second To Last Love                           | Go Sang-sik                   | SBS         |                           |
| 2018 | Misty                                         | Kang Tae-wook                 | JTBC        | [ 47 ]                    |
| 2019 | Designated Survivor: 60 Days                  | Park Moo-jin                  | tvN         | [ 49 ]                    |
| 2021 | Mặt trái của sự thật                          | Han Jeong-hyeon / Lee Suk-kyu | JTBC        | [ 50 ]                    |
| 2021 | Move to Heaven                                | Han Jung-woo                  | Netflix     | [ 51 ]                    |
| 2021 | The Road: Tragedy of One                      | Baek Soo-hyeon                | tvN         | [ 52 ]                    |

### Chương trình tạp kỹ
| Năm  | Tên              | Kênh | Vai         | Ghi chú                                     |
| ---- | ---------------- | ---- | ----------- | ------------------------------------------- |
| 2018 | Where on Earth?? | KBS2 | Cast member | With Cha Tae-hyun, Jo Se-ho và Bae Jung-nam |

### Videos ca nhạc
| Year | Song Title                | Artist      |
| ---- | ------------------------- | ----------- |
| 1999 | "Like a Third-rate Movie" | Jo Sung-bin |
| 2000 | "Once Upon a Day"         | Kim Bum-soo |
| 2001 | "Never"                   | Jo Sung-mo  |

## Album nhạc
| Year | Title                           | Artist                                                                             | Notes                                |
| ---- | ------------------------------- | ---------------------------------------------------------------------------------- | ------------------------------------ |
| 2002 | "Maria's Bath"                  | Cho Seung-woo, Yum Jung-ah, Ji Jin-hee                                             | H OST                                |
| 2005 | "The Pain and Even the Sadness" | Ji Jin-hee                                                                         | track 5 from Spring Day OST          |
| 2005 | "Fate"                          | Jacky Cheung, Ji Jin-hee                                                           | tracks 2, 3, 6 from Perhaps Love OST |
| 2005 | "Life's Montage"                | Ji Jin-hee                                                                         | tracks 2, 3, 6 from Perhaps Love OST |
| 2005 | "A Beautiful Story"             | Ji Jin-hee, Takeshi Kaneshiro                                                      | tracks 2, 3, 6 from Perhaps Love OST |
| 2009 | "Difficult to Love You"         | Ji Jin-hee                                                                         | track 4 from He Who Can't Marry OST  |
| 2010 | "We"                            | Jang Dong-gun, Kim Seung-woo, Hwang Jung-min, Ji Jin-hee Gong Hyung-jin, Lee Ha-na | Actors Choice single                 |
| 2010 | "In Life We Are Alone"          | Ji Jin-hee                                                                         | track 3 of Looking for My Wife OST   |

## Sách
| Year | Title                                     | Publisher  | ISBN               |
| ---- | ----------------------------------------- | ---------- | ------------------ |
| 2009 | Ji Jin-hee in Italy: A Walk in the Clouds | Seed Paper | ISBN 9788996187615 |

## Giải thưởng và đề cử
| Năm  | Giải thưởng               | Hạng muc                                           | Tác phẩm                   | Kết quả   |
| ---- | ------------------------- | -------------------------------------------------- | -------------------------- | --------- |
| 2003 | MBC Drama Awards          | Excellence Award, Actor                            | Love Letter, Dae Jang Geum | Đề cử     |
| 2004 | SBS Drama Awards          | Excellence Award, Actor in a Drama Special         | Cô Kim muốn làm triệu phú  | Đoạt giải |
| 2009 | KBS Drama Awards          | Top Excellence Award, Actor                        | He Who Can't Marry         | Đề cử     |
| 2009 | KBS Drama Awards          | Excellence Award, Actor in a Miniseries            | He Who Can't Marry         | Đoạt giải |
| 2010 | MBC Drama Awards          | Top Excellence Award, Actor                        | Dong Yi                    | Đoạt giải |
| 2010 | MBC Drama Awards          | Popularity Award, Actor                            | Dong Yi                    | Đề cử     |
| 2010 | MBC Drama Awards          | Best Couple Award with Han Hyo-joo                 | Dong Yi                    | Đề cử     |
| 2011 | Hong Kong Cable TV Awards | Best Actor                                         | Dong Yi                    | Đoạt giải |
| 2011 | CETV Awards               | Top 10 Hottest Asia Award                          | Dong Yi                    | Đoạt giải |
| 2012 | SBS Drama Awards          | Top Excellence Award, Actor in a Drama Special     | The Great Seer             | Đề cử     |
| 2012 | SBS Drama Awards          | Netizen Popularity Award, Actor                    | The Great Seer             | Đề cử     |
| 2014 | SBS Drama Awards          | Excellence Award, Actor in a Drama Special         | One Warm Word              | Đề cử     |
| 2015 | 4th APAN Star Awards      | Top Excellence Award, Actor in a Serial Drama      | I Have a Lover             | Đề cử     |
| 2015 | KBS Drama Awards          | Excellence Award, Actor in a Mid-length Drama      | Blood                      | Đề cử     |
| 2015 | SBS Drama Awards          | Top Excellence Award, Actor in a Serial Drama      | I Have a Lover             | Đề cử     |
| 2015 | SBS Drama Awards          | Best Couple Award with Kim Hyun-joo                | I Have a Lover             | Đoạt giải |
| 2015 | SBS Drama Awards          | Top 10 Star Award                                  | I Have a Lover             | Đoạt giải |
| 2016 | SBS Drama Awards          | Excellence Award, Actor in a Romantic-Comedy Drama | Second To Last Love        | Đề cử     |

## Tham chiếu
1. ↑  "JI Jin-hee". Korean Film Council. Truy cập ngày 29 tháng 6 năm 2013.
2. ↑  Lee, Sun-min (ngày 19 tháng 3 năm 2013). "Ji Jin-hee moves to HB". Korea JoongAng Daily. Truy cập ngày 29 tháng 6 năm 2013.
3. ↑  "Ji Jin-hee". Korean Film Council. Truy cập ngày 19 tháng 12 năm 2019.
4. ↑  "Actor Ji Jin-hee Holds Fan Meeting in Japan". KBS Global. ngày 10 tháng 4 năm 2013. Bản gốc lưu trữ ngày 6 tháng 8 năm 2018. Truy cập ngày 13 tháng 4 năm 2015.
5. 1 2  "Ji Jin-hee: 'I Don't Regret a Thing'". KBS Global. ngày 9 tháng 2 năm 2010. Bản gốc lưu trữ ngày 1 tháng 12 năm 2018. Truy cập ngày 13 tháng 4 năm 2015.
6. ↑  "Ji Jin-hee Profile". SidusHQ. Bản gốc lưu trữ ngày 19 tháng 3 năm 2016. Truy cập ngày 13 tháng 4 năm 2015.
7. ↑  "Serial Killer Turns in Himself... Game Goes on". The Dong-a Ilbo. ngày 16 tháng 12 năm 2002. Truy cập ngày 13 tháng 4 năm 2015.
8. ↑  Shin, Nam-su (ngày 22 tháng 3 năm 2004). "Curtain Falls on Hit Historical TV Drama The Great Janggeum". The Chosun Ilbo. Truy cập ngày 13 tháng 4 năm 2015.
9. ↑  "Japanese Press Gushes for Ji Jin-hee". The Chosun Ilbo. ngày 12 tháng 6 năm 2007. Truy cập ngày 29 tháng 6 năm 2013.
10. ↑  Kim, Ji-soo (ngày 23 tháng 9 năm 2013). "Hallyu drama celebrates 10 years". The Korea Times. Bản gốc lưu trữ ngày 13 tháng 4 năm 2015. Truy cập ngày 13 tháng 4 năm 2015.
11. ↑  "Ji Jin-hee Cast to Star in Hong Kong Movie". KBS Global. ngày 3 tháng 5 năm 2005. Bản gốc lưu trữ ngày 1 tháng 12 năm 2018. Truy cập ngày 13 tháng 4 năm 2015.
12. ↑  "Ji Jin-hee launches Asian tour". KBS Global. ngày 17 tháng 11 năm 2005. Bản gốc lưu trữ ngày 13 tháng 4 năm 2015. Truy cập ngày 13 tháng 4 năm 2015.
13. ↑  "Ji Jin-Hee Tests His Pulling Power in Southeast Asia". The Chosun Ilbo. ngày 5 tháng 12 năm 2005. Truy cập ngày 13 tháng 4 năm 2015.
14. ↑  "Actor Ji Jin-hee Emerges as Hallyu Star in Thailand". KBS Global. ngày 10 tháng 4 năm 2006. Bản gốc lưu trữ ngày 13 tháng 4 năm 2015. Truy cập ngày 13 tháng 4 năm 2015.
15. ↑  "Actor Ji Jin-hee Visits Thailand to Promote Film Perhaps Love". KBS Global. ngày 11 tháng 4 năm 2006. Bản gốc lưu trữ ngày 13 tháng 4 năm 2015. Truy cập ngày 13 tháng 4 năm 2015.
16. ↑  "Ji Jin-hee and Cho In-sung to meet with Japanese fans". KBS Global. ngày 28 tháng 10 năm 2005. Bản gốc lưu trữ ngày 13 tháng 4 năm 2015. Truy cập ngày 13 tháng 4 năm 2015.
17. ↑  Lee, Ji-hye (ngày 24 tháng 2 năm 2010). "Ji Jin-hee's Movie Picks". 10Asia. Truy cập ngày 29 tháng 6 năm 2013.
18. ↑  Edwards, Russell (ngày 7 tháng 4 năm 2006). "Review: Bewitching Attraction". Variety. Truy cập ngày 13 tháng 4 năm 2015.
19. ↑  Park, Soo-mee (ngày 4 tháng 4 năm 2007). "DVD Review: Cost of courage is measured in tears". Korea JoongAng Daily. Truy cập ngày 13 tháng 4 năm 2015.
20. ↑  "Chinese Fans of Ji Jin-hee Descend on Korea". KBS Global. ngày 8 tháng 1 năm 2007. Truy cập ngày 13 tháng 4 năm 2015.
21. ↑  "Ji Jin-hee Transforms into Tough Guy". KBS Global. ngày 11 tháng 8 năm 2006. Bản gốc lưu trữ ngày 1 tháng 12 năm 2018. Truy cập ngày 13 tháng 4 năm 2015.
22. ↑  "Actor Ji Jin-hee to Promote Film Soo in Japan". KBS Global. ngày 24 tháng 3 năm 2008. Bản gốc lưu trữ ngày 13 tháng 4 năm 2015. Truy cập ngày 13 tháng 4 năm 2015.
23. ↑  Han, Sang-hee (ngày 13 tháng 5 năm 2008). "Spotlight Shows Lives of Reporters". The Korea Times. Bản gốc lưu trữ ngày 13 tháng 4 năm 2015. Truy cập ngày 13 tháng 4 năm 2015.
24. ↑  Oh, Jean (ngày 15 tháng 6 năm 2009). "KBS' bachelor battles MBC's queen". The Korea Herald. Bản gốc lưu trữ ngày 20 tháng 5 năm 2022. Truy cập ngày 29 tháng 6 năm 2013.
25. ↑  "Ji Jin-hee returns as king in drama Dong Yi". 10Asia. ngày 19 tháng 11 năm 2009. Truy cập ngày 13 tháng 4 năm 2015.
26. ↑  "Actor Ji Jin-hee Renews Modeling Contract with Korea Exchange Bank". KBS Global. ngày 20 tháng 8 năm 2008. Bản gốc lưu trữ ngày 13 tháng 4 năm 2015. Truy cập ngày 29 tháng 6 năm 2013.
27. ↑  "Ji Jin Hee's new wine/travel book, "it's all about the variety of wine tasting"". Jazzholic. ngày 10 tháng 5 năm 2009. Bản gốc lưu trữ ngày 2 tháng 3 năm 2012.
28. ↑  "Ji Jin-hee feels bad for making Ha Jeong-woo murderer again". 10Asia. ngày 5 tháng 2 năm 2010. Truy cập ngày 13 tháng 4 năm 2015.
29. ↑  Yi, Ch'ang-ho (ngày 31 tháng 8 năm 2009). "YANG Ik-june casts JI Jin-hee". Korean Film Biz Zone. Truy cập ngày 13 tháng 4 năm 2015.
30. ↑  Song, Woong-ki (ngày 16 tháng 3 năm 2010). "Ji Jin-hee shows his funny side". The Korea Herald. Bản gốc lưu trữ ngày 4 tháng 3 năm 2016. Truy cập ngày 29 tháng 6 năm 2013.
31. ↑  Lee, Ji-hye (ngày 2 tháng 4 năm 2010). "Press conference for film Looking for My Wife". 10Asia. Truy cập ngày 29 tháng 6 năm 2013.
32. ↑  "All That Star: Ji Jin-hee". Arirang News. Bản gốc lưu trữ ngày 23 tháng 9 năm 2015. Truy cập ngày 29 tháng 6 năm 2013.
33. ↑  Han, Sang-hee (ngày 21 tháng 3 năm 2010). "Will Dong-yi Become Next Jewel in the Palace?". The Korea Times. Bản gốc lưu trữ ngày 3 tháng 12 năm 2013. Truy cập ngày 29 tháng 6 năm 2013.
34. ↑  Kim, Heidi (ngày 14 tháng 12 năm 2010). "Actor Ji Jin-hee receives warm welcome in Hong Kong". 10Asia. Truy cập ngày 29 tháng 6 năm 2013.
35. ↑  Oh, Jean (ngày 22 tháng 3 năm 2010). "Upbeat rom-com vs. court romance". The Korea Herald. Bản gốc lưu trữ ngày 25 tháng 9 năm 2020. Truy cập ngày 29 tháng 6 năm 2013.
36. ↑  Wee, Geun-woo (ngày 7 tháng 5 năm 2010). "Ji Jin-hee says "happy to break stereotype" as a king". 10Asia. Truy cập ngày 29 tháng 6 năm 2013.
37. ↑  "Interview: Dong Yi director says Ji Jin-hee "mischievous"". 10Asia. ngày 9 tháng 6 năm 2010. Truy cập ngày 13 tháng 4 năm 2015.
38. ↑  Lee, Wing-sze (ngày 29 tháng 3 năm 2012). "Q&A: Ji Jin-hee". South China Morning Post. Truy cập ngày 29 tháng 6 năm 2013.
39. ↑  "Ji Jin-hee cast as male lead in upcoming SBS TV series". 10Asia. ngày 21 tháng 10 năm 2011. Truy cập ngày 13 tháng 4 năm 2015.
40. ↑  "Shooting begins for new Ji Jin-hee, Ku Hye-sun TV series". 10Asia. ngày 1 tháng 11 năm 2011. Truy cập ngày 13 tháng 4 năm 2015.
41. ↑  "Ji Jin-hee to portray historical figure in new Mon-Tue soap opera". 10Asia. ngày 7 tháng 6 năm 2012. Truy cập ngày 13 tháng 4 năm 2015.
42. ↑  Ahn, Sung-mi (ngày 12 tháng 2 năm 2015). "Little brother from My Love gets shot at big time". The Korea Herald. Truy cập ngày 13 tháng 4 năm 2015.
43. ↑  "Ji Jin-hee finishes filming upcoming Chinese movie". 10Asia. ngày 8 tháng 8 năm 2011. Truy cập ngày 13 tháng 4 năm 2015.
44. ↑  Kim, Soo-yeon (ngày 28 tháng 11 năm 2014). "Korean-Chinese Co-production BAD SISTER, released in China November 28th". Korean Film Biz Zone. Truy cập ngày 13 tháng 4 năm 2015.
45. ↑  "Working together". Korea JoongAng Daily. ngày 12 tháng 12 năm 2013. Truy cập ngày 13 tháng 4 năm 2015.
46. ↑  Kim, Heidi (ngày 1 tháng 4 năm 2011). "Actor Ji Jin-hee to voice Korean version of Thomas and Friends". 10Asia. Truy cập ngày 29 tháng 6 năm 2013.
47. ↑  "Romance thriller 'Misty,' enthralling story of success, unpretentious love". Yonhap News.
48. ↑  Yeo Ye-rim (ngày 19 tháng 3 năm 2019). "tvN names 'Survivor' remake cast". Korea JoongAng Daily. Truy cập ngày 19 tháng 3 năm 2019.
49. ↑  "Ji Jin-hee to Star in Remake of Popular U.S. TV Series". The Chosun Ilbo.
50. ↑  Kim Na-kyung (ngày 29 tháng 3 năm 2021). "언더커버' 지진희X김현주, 평화로운 일상 무너뜨린 위험한 변화...3차 티저 공개". hankyung (bằng tiếng Hàn). Bản gốc lưu trữ ngày 17 tháng 3 năm 2023. Truy cập ngày 29 tháng 3 năm 2021.
51. ↑  "이재욱, 넷플릭스 '무브 투 헤븐' 특별 출연...연이은 기대작 참여 눈길 [공식]". Sports Dong-a (bằng tiếng Hàn). ngày 4 tháng 6 năm 2020.
52. ↑  Han Eun-ki (ngày 30 tháng 3 năm 2021). "지진희X윤세아X김혜은, tvN '더 로드: 1의 비극' 캐스팅 확정" [Ji Jin-hee X Yoon Se-ah X Kim Hye-eun confirmed casting for tvN's 'The Road: Tragedy of 1']. Seoul Economic Daily (bằng tiếng Hàn). Truy cập ngày 20 tháng 6 năm 2021.
53. ↑  Kim, Hannah (ngày 4 tháng 3 năm 2010). "WE are singing for charity". Korea JoongAng Daily. Truy cập ngày 29 tháng 6 năm 2013.
54. ↑  "2003 MBC 연기대상". iMBC.com. Truy cập ngày 4 tháng 5 năm 2020.
55. ↑  Choe, Min-ji (ngày 21 tháng 10 năm 2011). "Ji Jin Hee Wins Top 10 Hottest Asia Award in China". enewsWorld. Bản gốc lưu trữ ngày 13 tháng 12 năm 2013. Truy cập ngày 29 tháng 6 năm 2013.
56. ↑  "Jin Hee Ji won the Top 10 Popular Star Award by CETV, China". Innolife. ngày 24 tháng 10 năm 2011. Bản gốc lưu trữ ngày 29 tháng 6 năm 2013. Truy cập ngày 29 tháng 6 năm 2013.